# ジャバラグモ科
ジャバラグモ科 Tetrablemmidae O. Pickard-Cambridge, 1873 は、クモの分類群の一つ。ごく小型な種からなり、腹部が多数の硬化したキチン板で覆われる特徴がある。

## 特徴
体長2mm以下の微小なクモ類。背甲は縦長で表面は粗となり、中窩(中央のくぼみ)はない。上顎には牙堤歯があり、牙溝から基部の方へ硬化した薄片がある。下唇は胸板から独立しており、下唇は先端に向かって左右から寄り合って八の字状をなしている。眼は4個、あるいは6個であるが、無眼の種も知られる。雌の触肢には爪がある。雄の触肢器官は非常に大きく、触肢全体の長さに匹敵する。歩脚は細くて刺がある。先端には肉趾がある。腹部はおおむね卵形で背面が大きなキチン化した背板で覆われ、その後ろにも複数の幅の狭い背板が続く。また腹面も3-4枚のキチン板で覆われ、また側面も腹面の板と背面の板の間に3-4枚の幅の狭いキチン板があり、全体としては腹部全体が多数のキチン板で覆われている。書肺は1対あるか、またないものもある。気管はないか、あっても発達は悪い。糸疣は3対あり、篩板はない。間疣はないか、あっても小さい。糸疣は寄り合って円柱状となっており、その周囲は硬化している。

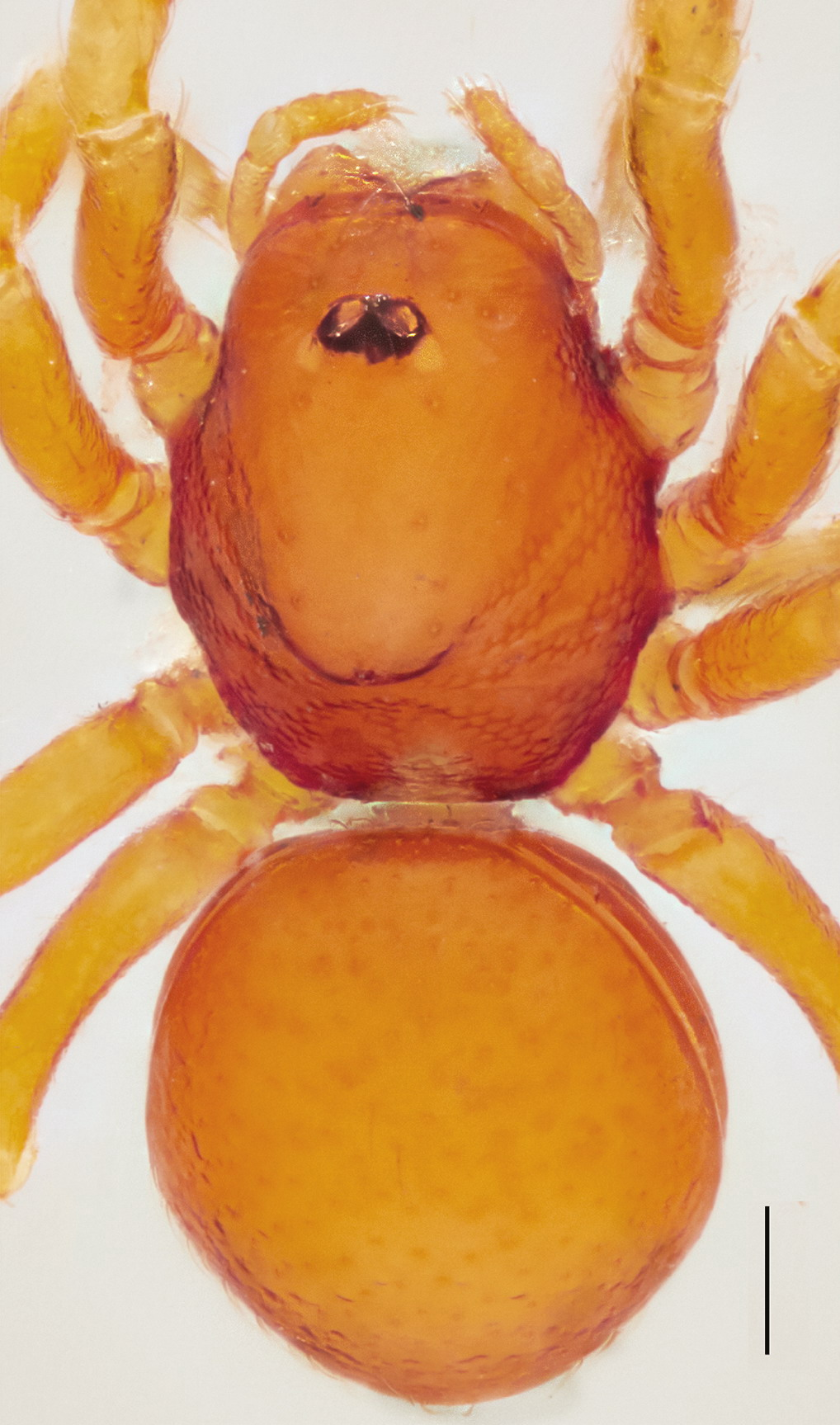
雌成体背面 Ablemma contritaジャバラグモ属の1種・以下も同じ
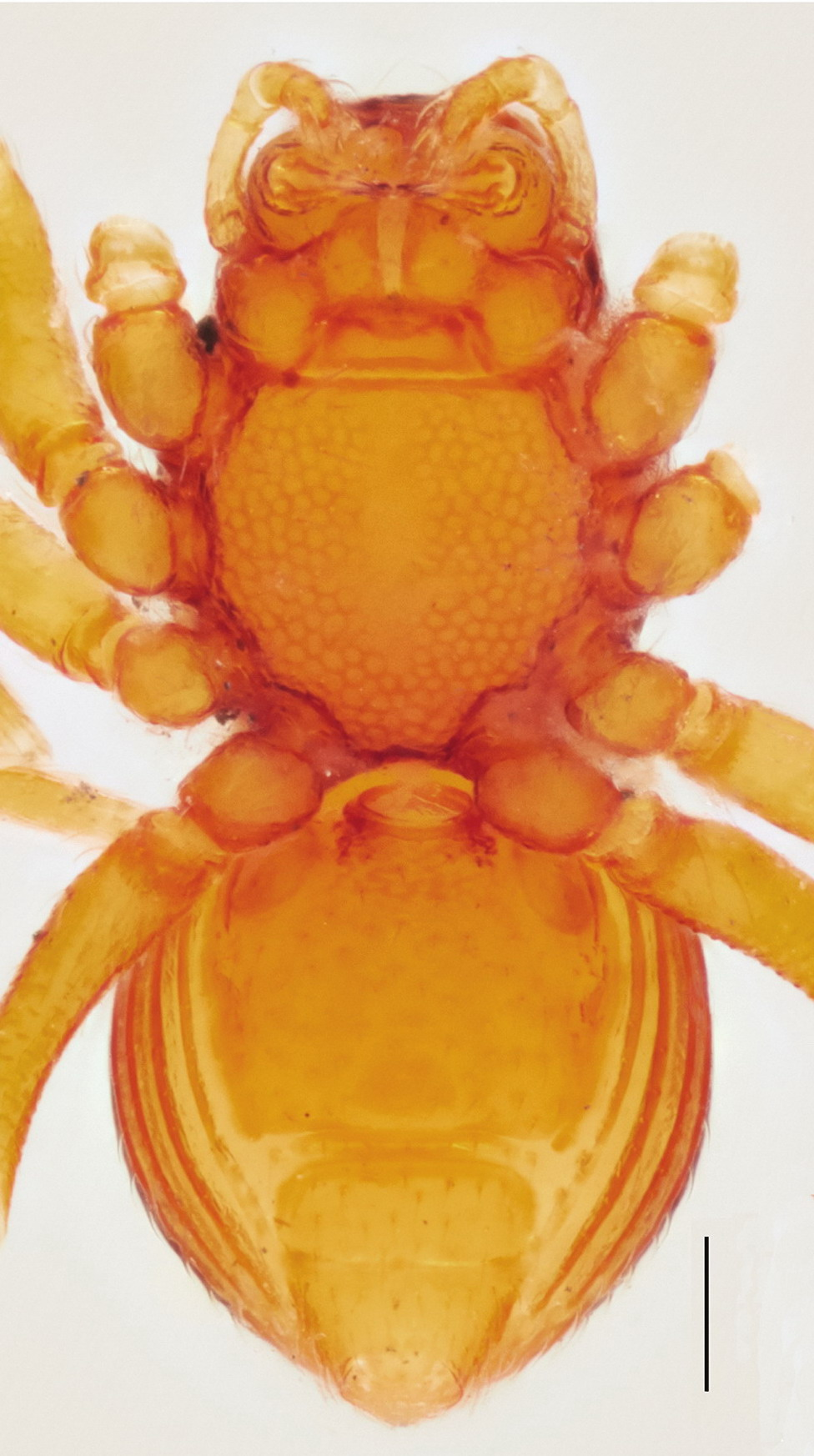
同・腹面
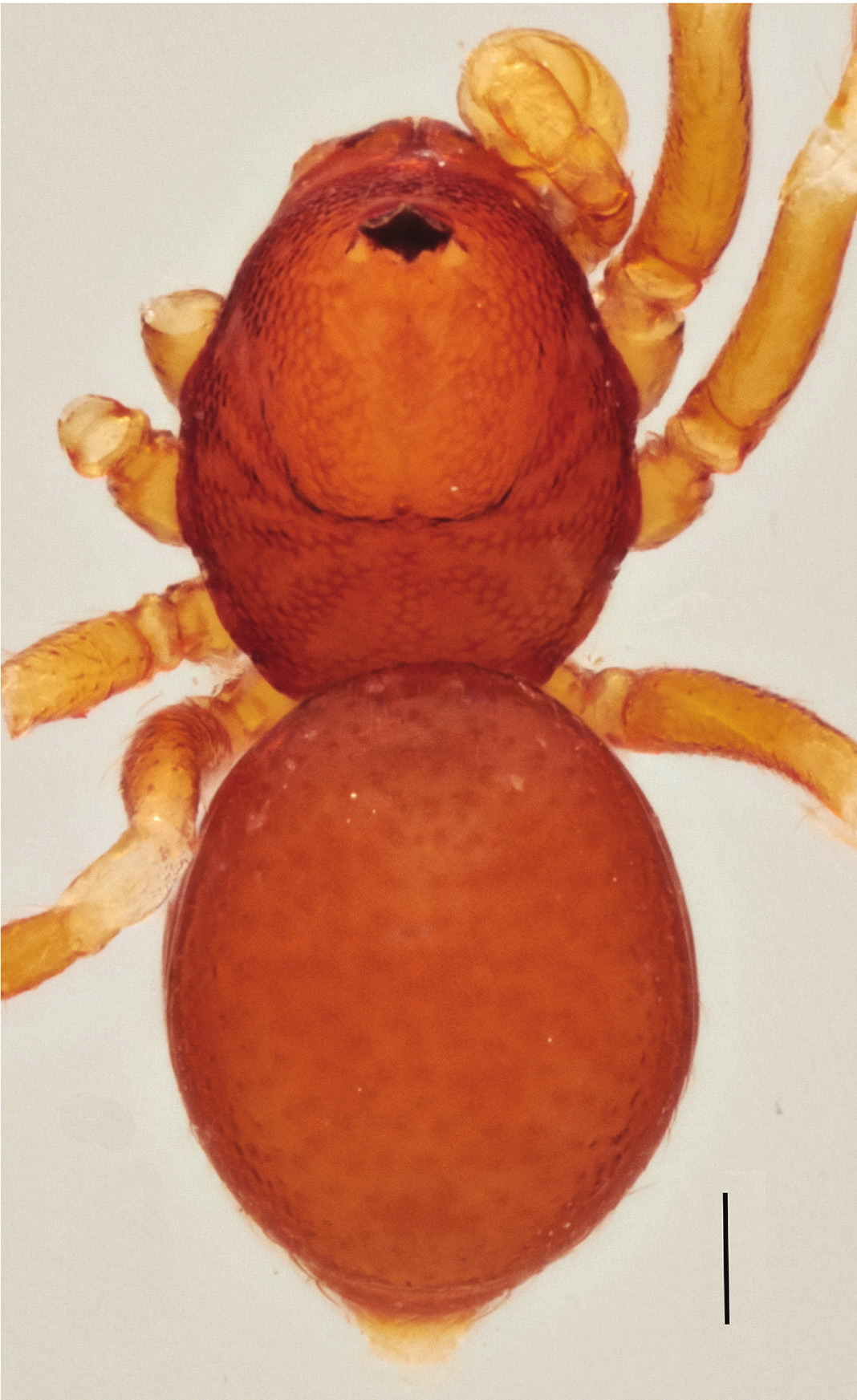
雄成体背面
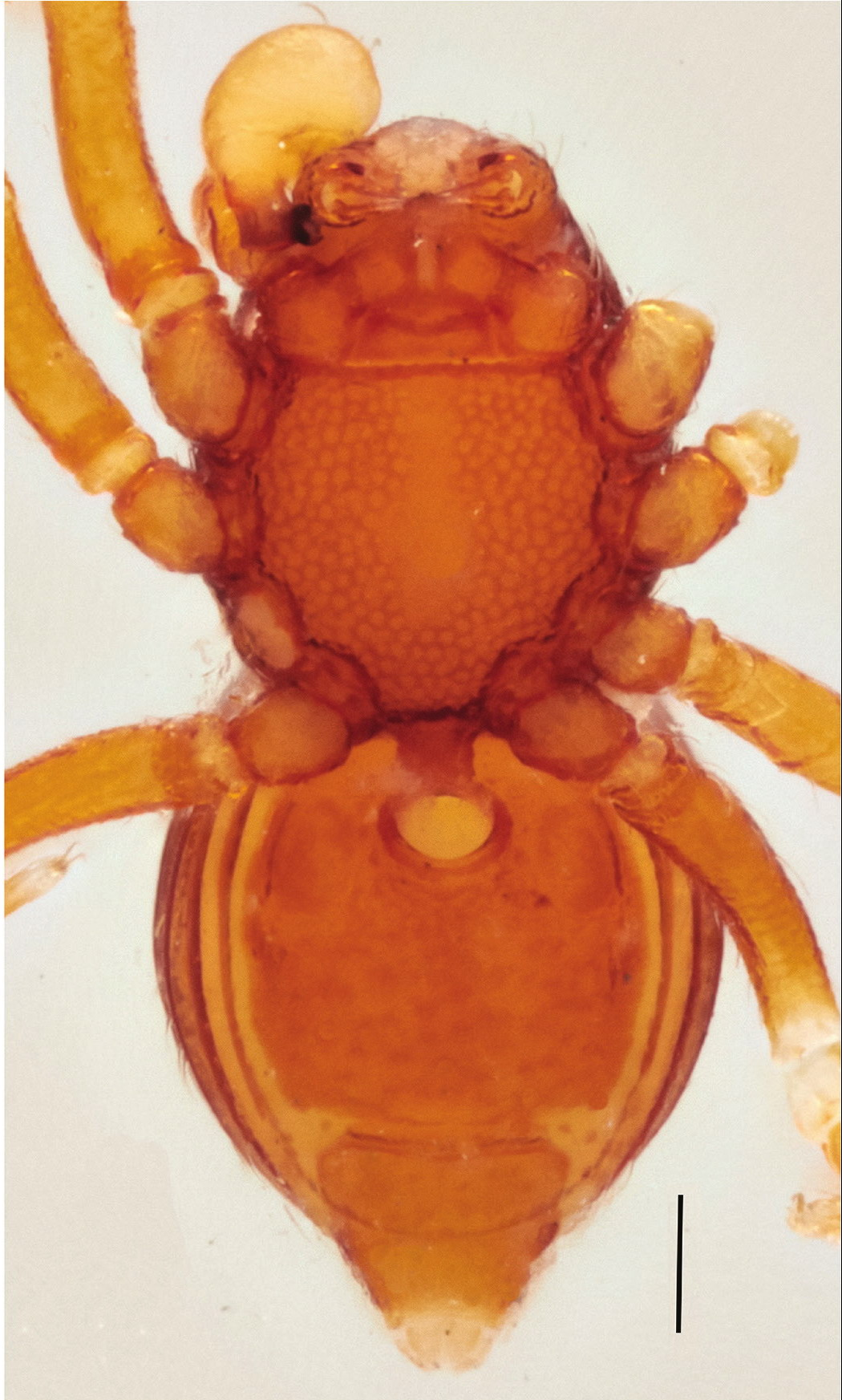
同・腹面

## 生態など
土壌の落葉層や倒木の下、あるいは洞窟内などから知られる。シート状の網を張ることが知られている種もあるが、ほとんどその生活史等が知られていない。

## 分布と種
30属、130種が知られ、世界の熱帯、亜熱帯域に分布がある。ただし中南米とアフリカからはそれぞれ10種ほどしか知られておらず、大部分は東南アジアからニューギニア、太平洋諸島から知られておる。

## 分類
単性域類の中でジャバラグモ上科に置かれ、この上科に所属するもので日本産の種があるものとしては他にユウレイグモ科がある。小野編著(2009)ではタマゴグモ科に近縁としてあるが、小野、緒方(2018)では上科を異にしている。いずれにせよ腹部が多数のキチン板で包まれ、特に側面が板状体で覆われているのは単性域類では本科だけの特徴となっている。
日本からは以下の1種のみが知られている。
- Albemma シモジャナグモ属
  - A. shimojanai シモジャナグモ